# وليم ويلسون مورغان
وليم ويلسون مورغان (بالإنجليزية: William Wilson Morgan)‏ (و. 1906 – 1994 م) هو عالم فلك من الولايات المتحدة الأمريكية ولد في تينيسي.

## مناصب وهيئات
أدار جامعة شيكاغو.

## جوائز
حصل على جوائز منها وسام هنري درابر.